# Kathleen Rubins
Kathleen Hallisey "Kate" Rubins (Farmigton, 14 de outubro de 1978) é uma astronauta norte-americana. Tornou-se a 60ª mulher a ir ao espaço em 7 de julho de 2016, quando foi lançada do Cosmódromo de Baikonur para a Estação Espacial Internacional a bordo da espaçonave russa Soyuz MS-01.
Formada em Biologia Molecular pela Universidade da Califórnia em San Diego e com uma licenciatura  e Ph.D. em Biologia do Câncer no Departamento de Bioquímica Escolar e Departamento de Microbiologia e Imunologia da Universidade de Stanford, conduziu sua pesquisa de graduação em HIV-1 no Laboratório de Doenças Infecciosas do Salk Institute para Estudos Biológicos. Ela analisou o mecanismo de integração do HIV, incluindo vários estudos de inibidores da integração de HIV-1 e análises do genoma de padrões de integração do HIV no DNA genômico hospedeiro. Obteve seu Ph.D. pela Universidade de Stanford e, junto com os cientistas do Instituto de Pesquisa Médica do Exército dos Estados Unidos de Doenças Infecciosas e os Centros de Controle e Prevenção de Doenças, Rubins e seus colegas desenvolveram o primeiro modelo de infecção por varíola. Ela também estudou as interações do vírus-hospedeiro utilizando tanto material in-vitro quanto sistemas de modelos animais.
Rubins também trabalhou como investigadora principal no Instituto Whitehead de Pesquisas Biomédicas,  no MIT, e dirigiu um laboratório de pesquisadores que estudam doenças virais que afetam principalmente a África Central e Ocidental. Além disso, ela realizou uma pesquisa sobre transcriptomas e sequenciação do genoma de filoviruses (Ebola e Marburg) e Arenavírus (Febre de Lassa) assim como participou de projetos de colaboração com o Exército dos EUA para desenvolver terapias para os vírus Ebola e Lassa.

## NASA
Rubins foi selecionada para o curso de astronautas da NASA em julho de 2009 e integrou o Grupo 20, que se formou em novembro de 2011. Sua formação incluiu o estudo de sistemas da Estação Espacial Internacional (ISS), o treinamento de caminhada espaciais, robótica, formação fisiológica e qualificação de voo em aeronaves T-38, além de treinamento de sobrevivência na água e no deserto.
Sua primeira missão iniciou-se em 7 de julho de 2016, como tripulante da Soyuz MS-01, lançada de Baikonur para a ISS, onde permaneceu por cerca de quatro meses integrando duas expedições de longa duração em órbita ao lado dos demais tripulantes. Retornou em 30 de outubro, completando sua missão depois de 115 dias no espaço, nos quais realizou duas caminhadas espaciais com um total de 12 horas fora da estação. Durante a expedição, Rubins foi o primeiro astronauta a sequenciar um DNA no espaço.